# Número de Skewes
Em teoria dos números, o número de Skewes é um número introduzido pelo matemático Stanley Skewes que demonstrou, em 1955, que para um n suficientemente grande a fórmula de Gauss (função de contagem de números primos) iria subestimar a quantidade de números primos (ou seja, para algum N grande o suficiente passaríamos a ter {\displaystyle N/ln<N\pi (N)}).
O número {\displaystyle N_{0}} = 10^10^10^34 = 10^10^10.000.000.000.000.000.000.000.000.000.000.000 é um número que, até mesmo para matemática, se mostra enorme e sem qualquer aplicação prática.
Para comparação, o número de partículas no universo é da ordem de 1087.
Skewes (1933) provou que, supondo a Hipótese de Riemann como verdadeira, existe um número x que viola π(x) < li(x) e que é menor que
{\displaystyle e^{e^{e^{79}}}<10^{10^{10^{34}}}.}
Em Skewes (1955), sem suposições sobre a veracidade da Hipótese de Riemann, Skewes provou que existe um número x nessas condições tal que
{\displaystyle e^{e^{e^{e^{7.705}}}}<10^{10^{10^{964}}}.}